# Murad III
Murad III, född 4 juli 1546, död den 15 januari 1595, var sultan av Osmanska riket. Han var den äldste sonen till Selim II och Nur-Banu och efterträdde sin far som sultan 1574.

## Biografi
Under hans regering erövrade osmanerna betydande områden från Persien. Även med Österrike utkämpades ständiga, av stillestånd då och då avbrutna, strider i Ungern ända till Murads död. Den enda fredliga handlingen under hans regering var avslutandet av den första osmanska handelstraktaten med England 1580.
Murad III hade konstnärliga och vetenskapliga intressen och under hans tid uppfördes flera betydande byggnadsverk. Han efterträddes av sin son Mehmet III.